# Tarahumara occidental
Le tarahumara occidental (ou raramuri, ou tarahumara des basses terres) est une langue amérindienne de la famille des langues uto-aztèques parlée par les Tarahumaras, dans le Sud-Ouest du Chihuahua, au Mexique.

## Variétés
Le tarahumara est divisé en plusieurs variétés sans compréhension mutuelle. Cependant l'état actuel des recherches ne permet pas d'établir clairement le nombre précis de variétés, ni s'il s'agit de langues différenciées.
Dans leur ensemble, ces variétés de la branche des langues uto-aztèques du Sud sont parlées par environ 60 000 personnes, mais leur emploi est en déclin au profit de l'espagnol.

## Phonologie

### Voyelles
|         | Antérieure    | Centrale      | Postérieure   |
| ------- | ------------- | ------------- | ------------- |
| Fermée  | i [i] iː [iː] |               | u [u] uː [uː] |
| Moyenne | e [e] eː [eː] |               | o [o] oː [oː] |
| Ouverte |               | a [a] aː [aː] |               |

### Consonnes
|               |               | Bilabiale | Dentale | Rétroflexe  | Palatale | Vélaire | Glottale |
| ------------- | ------------- | --------- | ------- | ----------- | -------- | ------- | -------- |
| Occlusives    | Sourdes       | p [p]     | t [t]   |             |          | k [k]   | ʔ [ʔ]    |
| Occlusives    | Sonores       | b [b]     |         |             |          | g [g]   |          |
| Fricatives    | Fricatives    |           | s [s]   |             |          |         | h [h]    |
| Affriquées    | Affriquées    |           |         |             | č [tʃ]   |         |          |
| Nasales       | Nasales       | m [m]     | n [n]   |             |          |         |          |
| Liquides      | Liquides      |           |         | r [ɽ] l [ɭ] |          |         |          |
| Semi-voyelles | Semi-voyelles | w [w]     |         |             | y [j]    |         |          |